# 921
921 је била проста година.

## Догађаји
- Март — Битка код Пегаја: бугарске снаге под каном (први министар) Теодор Сигрица побеђују византијску војску на периферији Цариграда. После битке, Бугари спаљују палате у Пегама и пустоше област северно од Златног рога.
- Кнез Вратислав је основао базилику Светог Ђорђа у Прагу.
- Српско-бугарски ратови (917–924) — Симеонов поход на српског кнеза Захарије, сина кнеза Прибислава. Захаријина победа.
- Устанак Словена на Пелопонезу.
- Унија Византијског царства са Јерменијом.
- Лето — Краљ Хенри I побеђује свог ривала Арнулфа I (Лошег), војводу од Баварске, у два похода. Арнулф је опкољен у Регенсбургу и приморан је да прихвати мировне преговоре, признајући Хенрија као јединог суверена Источнофраначког краљевства.
- Ландулф I, принц од Беневента, подржава анти-грчку апулијску побуну, опустошивши неколико византијских упоришта све до Асколија. Апулско племство, исповедајући лојалност Византијском царству, поставља Ландулфа за стратега Теме Лонгобардије.
- 15. септембар — Људмилу, боемску војвоткињу и удовицу Боривоја I,, убила је њена снаја Драхомира у Тетину (савремена Чешка). Људмила ће бити канонизована и постати заштитница Бохемије и поштована је у православној и католичкој цркви.
- 7. новембар – Бонски уговор: Краљ Карло III (Једноставни) и Хенри I, потписују мировни споразум или „пакт пријатељства“ на церемонији на броду усред Рајне, признавајући границу између њихова два франачка краљевства.
- Мађарске плаћеничке снаге које предводе Дурсац и Богат побеђују војску побуњеника, који планирају да збаце свог савезника, цара Беренгара I, код Бреше.
- 21. јун — Из Багдада је послата дипломатска делегација да успостави трговачке путеве између Абасидског калифата према Бухари (савремени Узбекистан). Ахмад ибн Фадлан, арапски дипломата и путник, ступа у контакт са Алмишем, илтабаром (васал-краљ под Хазарима) Волшке Бугарске, у име калифа ал-Муктадира.
- Битка код Севана: Саџидске снаге под Јусуфом Беширом нападају Јерменију и опседају краља Ашота II близу језера Севан. Након што је прикупио мале снаге, напада Беширове логоре и тера непријатеља из земље. Ашот креће у контраофанзиву да обнови разрушене градове и тврђаве.
- Фатимидски калифат разбија Идрисидске снаге у борби, заузевши градове Тлемсен и Фез. Фатимидски калифат ствара нову престоницу у Ифрикији, ал-Махдију на обали Туниса.
- Каснија династија Лианг извештава да је Китанско царство покорило сва "варварска" племена.

## Смрти
- Вратислав I, војвода Чешке

- Ирина Хрисоваланте

- Света мученица Људмила